# Aleksandr Voronin
Aleksandr Nikiforovič Voronin, in russo Александр Никифорович Воронин? (Chelyabinsk, 23 maggio 1951 – Myski, 26 settembre 1992), è stato un sollevatore sovietico, campione olimpico dei pesi mosca (fino a 52 kg) nel 1976.

## Biografia
Nel 1975 vinse la medaglia d'argento ai Campionati mondiali ed europei di Mosca, terminando alle spalle del polacco Zygmunt Smalcerz.
Ai Giochi della XXI Olimpiade di Montréal 1976, Voronin vinse la medaglia d'oro davanti all'ungherese György Kőszegi e all'iraniano Mohammad Nassiri. Nell'occasione, eguagliò il suo record mondiale di 242,5 kg. (105 kg. + 137,5 kg.), realizzato il 4 dicembre 1975. Questa competizione olimpica era valida anche come Campionato mondiale, pertanto Voronin si laureò nella stessa gara campione olimpico e campione mondiale.
L'anno seguente, ai Campionati mondiali ed europei di Stoccarda, Voronin diventò campione del mondo per la seconda volta, stabilendo con 247,5 kg. (107,5 kg + 140 kg) un nuovo record mondiale.
Ottenne, inoltre, ai Campionati mondiali di Salonicco del 1979, la medaglia d'argento con 242,5 kg. nel totale, ex aequo con l'ungherese Ferenc Hornyák.
Negli anni 1976, 1977, 1979 e 1980, Voronin è stato quattro volte medaglia d'oro ai Campionati europei e medaglia d'argento ai Campionati europei del 1975.
Tutte le medaglie mondiali ed europee furono ottenute da Voronin nella categoria dei pesi mosca.
Durante la sua carriera, stabilì 14 record mondiali nella medesima categoria dei pesi mosca: sette nello strappo, quattro nello slancio e tre nel totale.

### Ritiro dall'attività e prematura morte
Voronin si ritirò dall'attività agonistica dopo che non fu selezionato per la squadra olimpica sovietica del 1980 in quanto non qualificatosi ai Campionati nazionali sovietici, e lavorò per il resto della sua vita in una fabbrica chimica nella sua città adottiva, Myski.
Voronin morì nel settembre del 1992 per le ferite riportate precipitando dal palazzo ove abitava, quando cercò di raggiungere il balcone di casa sua al quarto piano calandosi dal tetto, dopo che si era chiuso fuori dal suo appartamento per avervi dimenticato le chiavi. Il suo vicino non era in casa in quel momento. Voronin raggiunse il tetto dell'edificio, legò una corda da bucato all'antenna TV e iniziò a scendere. All'altezza del quinto piano la corda però si ruppe.
Dal 1993 un torneo commemorativo è stato istituito in suo onore a Novokuznetsk, nell'oblast di Kemerovo.
Suo figlio Dmitry è diventato anch'egli un sollevatore di pesi, arrivando a vincere il titolo europeo dei pesi piuma (62 kg.) nel 2006 a Władysławowo.